# Vetvervangers
Een vetvervanger is een stof die vet in een product vervangt. Geur, kleur en smaak moeten hetzelfde zijn als dat van vet. Vetvervangers bevatten minder calorieën dan vet.
Vetvervangers kunnen ingedeeld worden in drie groepen:
- Koolhydraten (gemodificeerd zetmeel)
- Eiwitten
- Esters

De meest ideale vetvervanger is die op basis van esters. Esters hebben een zeer lage energiewaarde, ze zijn hittebestendig zodat je ermee kunt bakken, en er is nagenoeg geen merkbaar smaakverlies in de producten waar ze toegepast worden. Vetvervangers op basis van esters worden niet afgebroken door spijsverteringsenzymen. Een nadeel aan het gebruik van deze vetvervangers is dat vetoplosbare vitamines (zoals vitamine A,D,E en K) niet kunnen worden opgenomen. Ook is er nog onzekerheid over de invloed op de gezondheid op de lange termijn.
Een belangrijke vetvervangende ester is Olestra, opgebouwd uit sacharose en vetzuren.